# Sizun
 Sizun  (también así en bretón) es una población y comuna francesa, situada en la región de Bretaña, departamento de Finisterre, en el distrito de Morlaix y cantón de Sizun.

## Demografía
| 2201 | 2025 | 1787 | 1765 | 1728 | 1850 |
| Para los censos de 1962 a 1999 la población legal corresponde a la población sin duplicidades (Fuente: INSEE [Consultar]) |      |      |      |      |      |